# Югава
Югава (яп. 湯川村 Югава-мура) — село в Японии, находящееся в уезде Каванума префектуры Фукусима. Площадь села составляет 16,36 км², население — 3166 человек (1 августа 2014), плотность населения — 193,52 чел./км².

## Географическое положение
Село расположено на острове Хонсю в префектуре Фукусима региона Тохоку. С ним граничат города Айдзувакамацу, Китаката и посёлок Айдзубанге.

## Население
Население села составляет 3166 человек (1 августа 2014), а плотность — 193,52 чел./км². Изменение численности населения с 1980 по 2005 годы:
| 1980 | 3789 чел. |  |
| 1985 | 3811 чел. |  |
| 1990 | 3683 чел. |  |
| 1995 | 3642 чел. |  |
| 2000 | 3601 чел. |  |
| 2005 | 3570 чел. |  |

## Символика
Деревом села считается гинкго, цветком — гортензия, птицей — обыкновенная кукушка.